# Франц Цайзер
Франц Цайзер (нім. Franz Zaiser; 29 січня 1886, Пеллау — 14 січня 1959, Ґрац) — австрійський і німецький офіцер, генерал-лейтенант запасу люфтваффе.

## Біографія
18 серпня 1908 року поступив на службу в 27-й піхотний полк. З жовтня 1912 року навчався у Віденському військовому училищі. З 28 липня 1914 по 21 квітня 1915 року — в штабі 22-ї стрілецької дивізії. Учасник Першої світової війни, служив у різних штабах: 38-ї піхотної бригади (29 травня 1915 — 17 вересня 1916), 106-ї піхотної дивізії і генштабі 8-го корпусу.
З 16 грудня 1918 року — офіцер Коронної гвардії Гофбурга. З 4 лютого 1919 року — в 1-му цензурному управлінні (Відень). З 9 червня до середини вересня 1919 року — офіцер транспортного супроводу в Ґраці. З 14 жовтня 1919 року — в Східній прикордонній службі (Штирія). З листопада 1920 року — в штабі командування 5-ї бригади. З кінця жовтня 1929 року — в 10-му альпійському полку. З 1 березня 1931 року — в штабі 5-ї бригади, з 1 вересня — начальник штабу. З 1 листопада 1931 року — в артилерійському дивізіону своєї бригади, з 1 червня 1933 року — офіцер своєї бригади. 1 січня 1935 року переведений у відділ 1/А Федерального міністерства оборони. З 1 березня 1936 року — піхотний бригадир 5-ї дивізії. 12 березня 1938 року перейшов у ВПС Австрії.
Після аншлюсу 15 березня 1938 року автоматично перейшов у люфтваффе. З 1 квітня — офіцер для особливих доручень в Імперському міністерстві авіації. 31 липня звільнений у відставку.

## Звання
- Лейтенант (18 серпня 1908)
- Обер-лейтенант (1 травня 1913)
- Гауптман (1 вересня 1915)
- Майор (1 січня 1921)
- Оберст-лейтенант (27 березня 1928)
- Оберст (25 лютого 1931)
- Генерал-майор (22 грудня 1936)
- Генерал-лейтенант запасу (31 липня 1938)

## Нагороди
- Ювілейний хрест (1908)
- Бронзова і срібна медаль «За військові заслуги» (Австро-Угорщина) з мечами
- Хрест «За військові заслуги» (Австро-Угорщина) 3-го класу з військовою відзнакою і мечами — нагороджений двічі.
- Орден Залізної Корони 3-го класу з військовою відзнакою і мечами
- Залізний хрест 2-го класу
- Медаль «За поранення» (Австро-Угорщина)
- Пам'ятна військова медаль (Австрія) з мечами
- Золотий почесний знак «За заслуги перед Австрійською Республікою»
- Хрест «За вислугу років» (Австрія) 2-го класу для офіцерів (25 років)
- Почесний хрест ветерана війни з мечами